# Imbarcazione

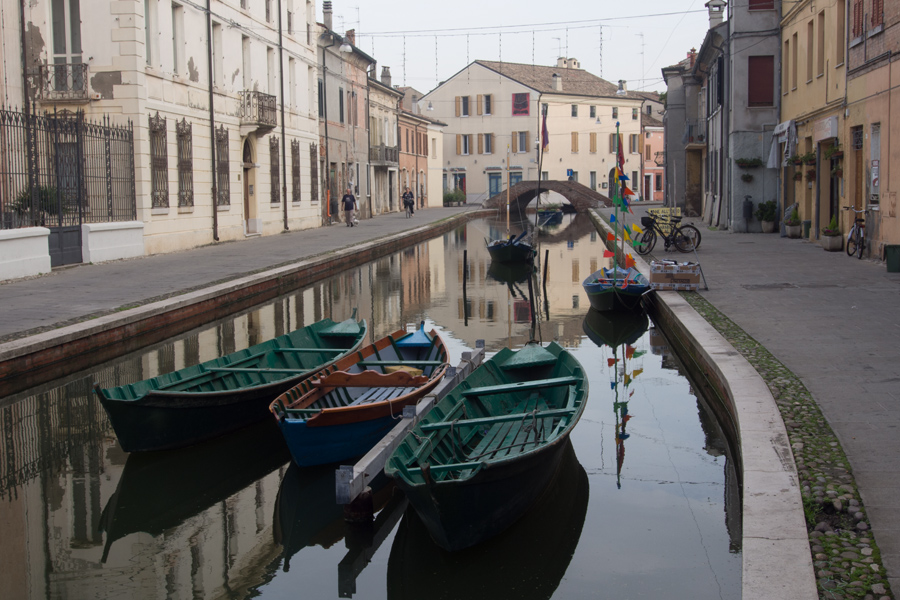
Barche (batane) per trasporto urbano a Comacchio

Un'imbarcazione è un mezzo di trasporto in grado di viaggiare sull'acqua; il termine è però anche utilizzato per indicare la classificazione giuridica di una nave.
In Italia viene definita tale una generica unità galleggiante avente dimensioni inferiori ai 24 m (limite dimensionale oltre il quale si parla invece di nave) e superiori ai 10 m (sotto i quali si parla invece di natante), indipendentemente dai sistemi di propulsione utilizzati (vela, motore, remi, etc.). Il termine è tuttavia sovente utilizzato in forma generica per definire un qualsiasi genere di barca.

## Descrizione

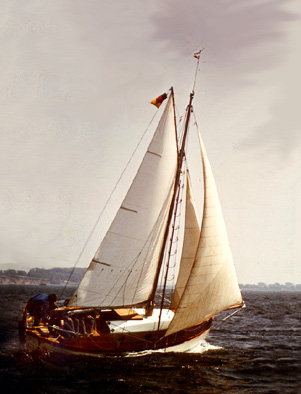
Una barca a vela in navigazione in mare aperto, tipica imbarcazione da diporto

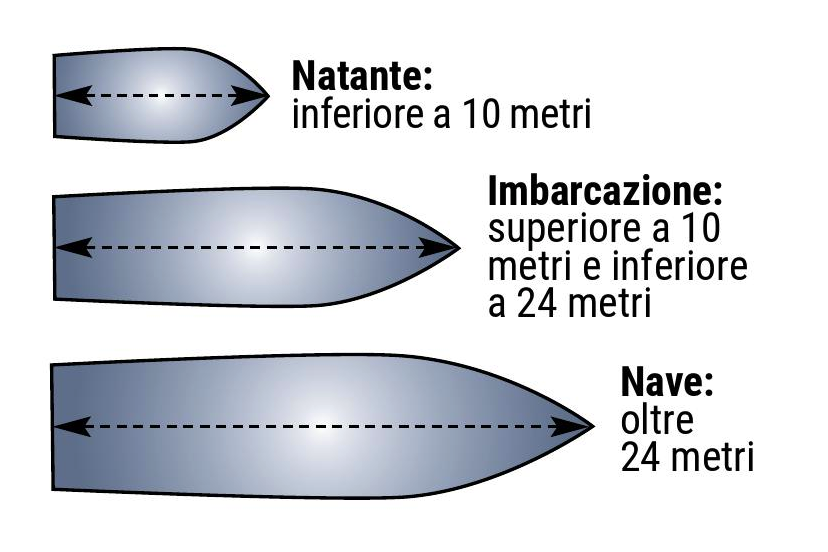
Imbarcazione (categorie nautica da diporto)

In particolare la legislazione italiana definisce col decreto legislativo 18 luglio 2005, n. 171 nell'articolo 3:
1. Le costruzioni destinate alla navigazione da diporto sono denominate:
a) unità da diporto: si intende ogni costruzione di qualunque tipo e con qualunque mezzo di propulsione destinata alla navigazione da diporto;

b) nave da diporto: si intende ogni unità con scafo di lunghezza superiore a ventiquattro metri, misurata secondo le norme armonizzate EN/ISO/DIS 8666 per la misurazione dei natanti e delle imbarcazioni da diporto;

c) imbarcazione da diporto: si intende ogni unità con scafo di lunghezza superiore a dieci metri e fino a ventiquattro metri, misurata secondo le norme armonizzate di cui alla lettera b);

d) natante da diporto: si intende ogni unità da diporto, o con scafo di lunghezza pari o inferiore a dieci metri secondo le norme armonizzate di cui alla lettera b).

### Natante

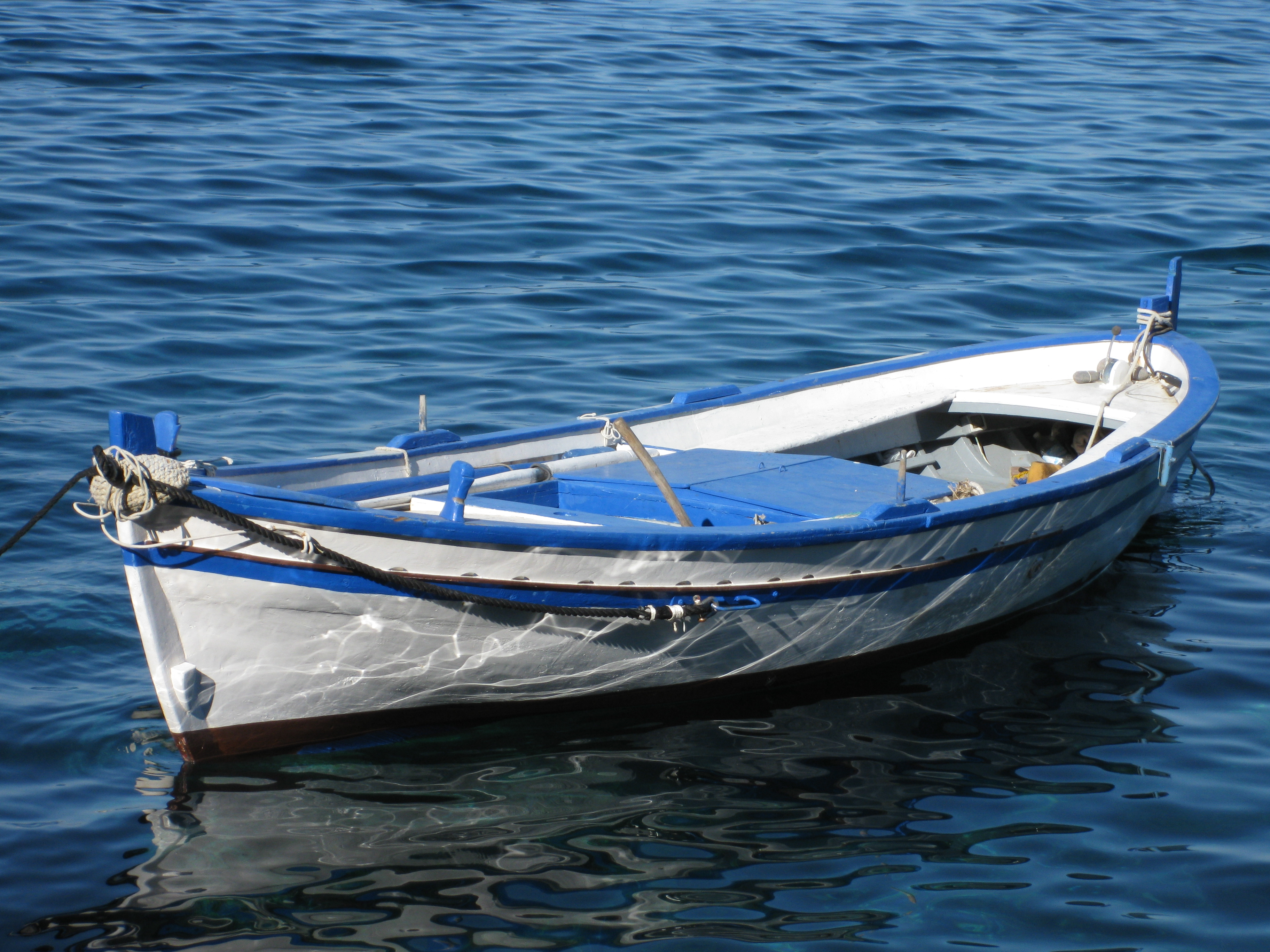
Natante (gozzo) presso Filicudi, Isole Eolie

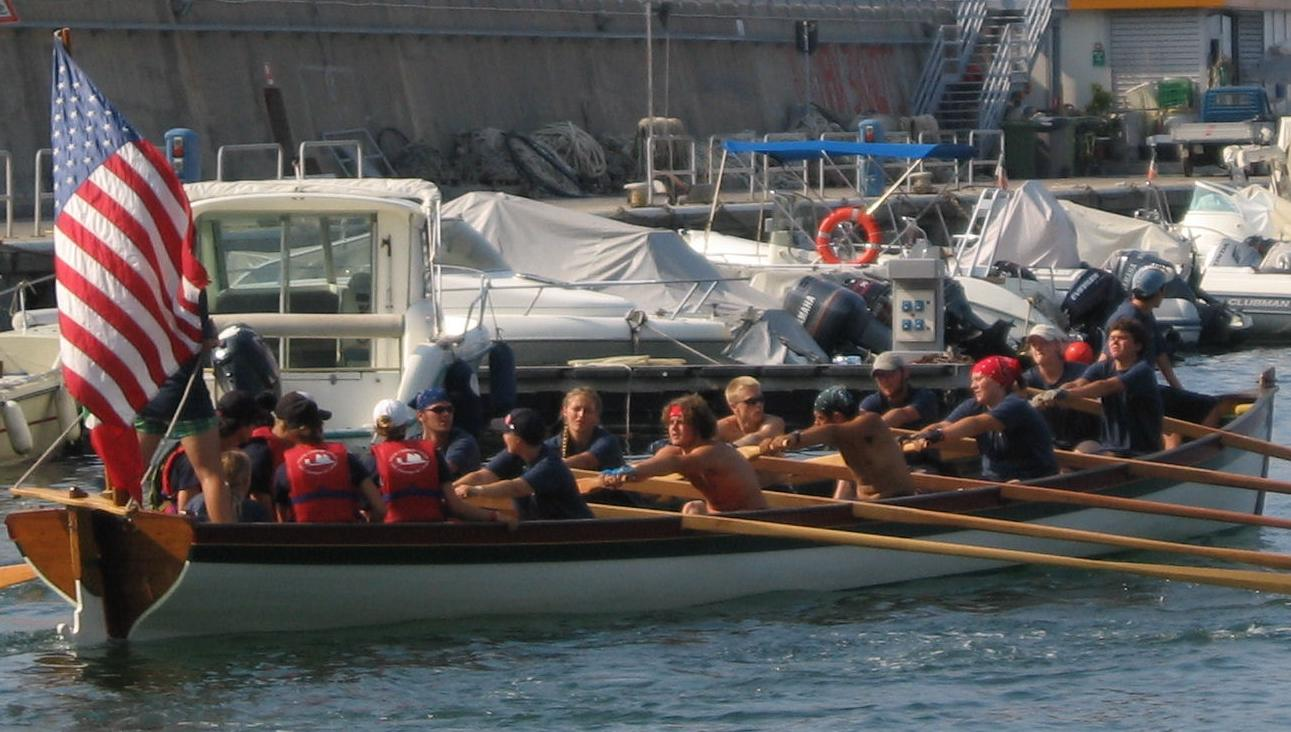
Iola

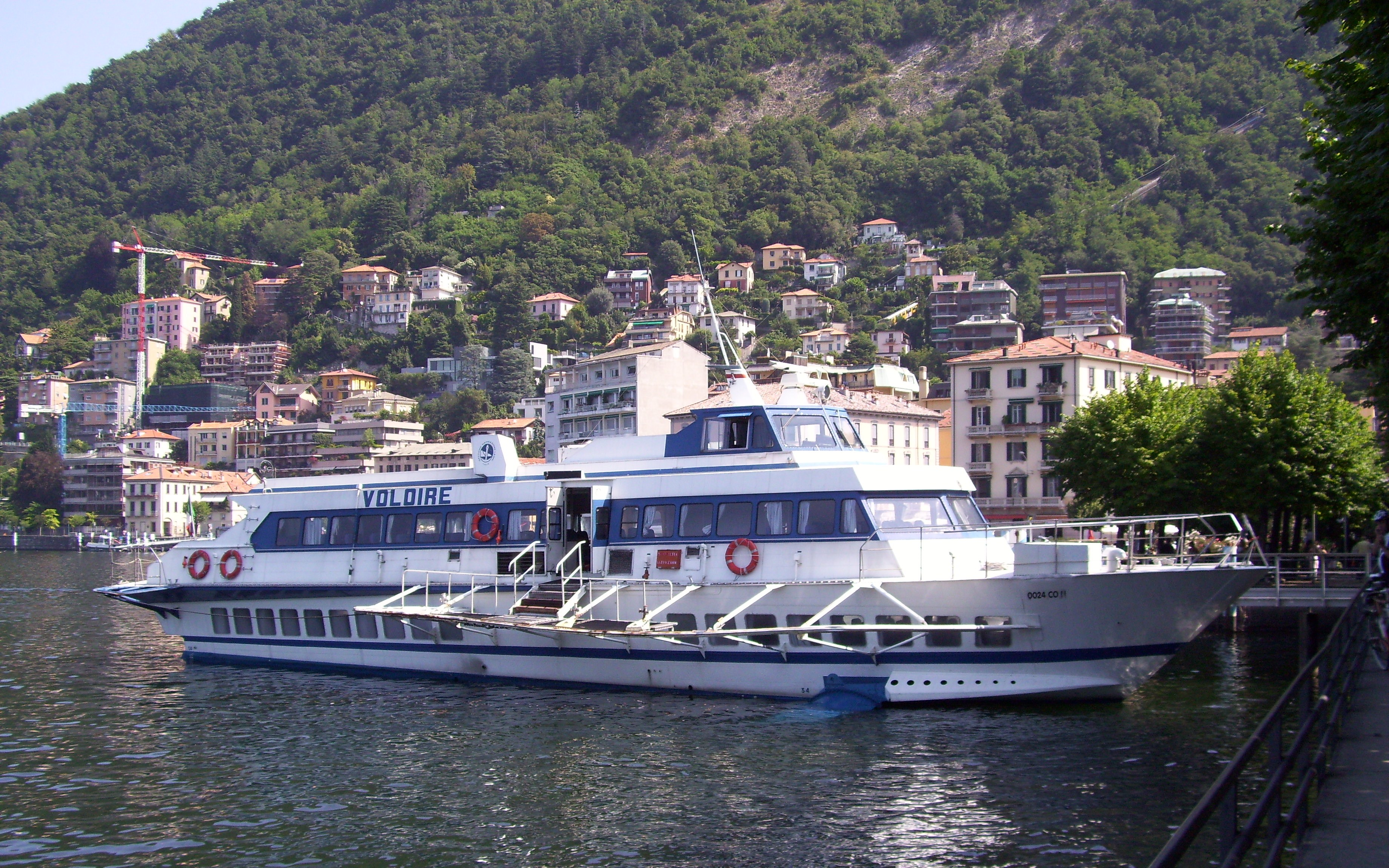
Aliscafo

I natanti non hanno l'obbligo dell'iscrizione nei registri delle imbarcazioni da diporto (R.I.D.) tenuti dalle Capitanerie di Porto e dagli Uffici Circondariali Marittimi, né della licenza di navigazione e del certificato di sicurezza.
Il proprietario ha comunque facoltà di iscriverli: in tal caso i natanti registrati seguono il regime giuridico delle imbarcazioni.
I natanti costruiti secondo le prescrizioni tecniche della Direttiva dell'Unione europea 94/25/CE e successive modificazioni, sono marcati CE e - analogamente alle imbarcazioni - sono classificati in 4 categorie di progettazione legate alle condizioni meteomarine:
1. categoria di progettazione A: con qualsiasi condizione meteomarina;
2. categoria di progettazione B: con vento fino a forza 8 e onde di altezza significativa fino a 4 metri (mare agitato);
3. categoria di progettazione C: con vento fino a forza 6 e onde di altezza significativa fino a 2 metri (mare molto mosso);
4. categoria di progettazione D: con vento fino a forza 4 e onde di altezza significativa fino a 0,30 metri.

Quando le condizioni meteomarine superano i limiti della categoria di progettazione, il natante ha l'obbligo di riparare nell'approdo sicuro più vicino.
I natanti non marcati CE, invece, hanno limiti di navigazione legati alla distanza dalla costa:

a) natanti denominati iole, pattìni, sandolini, mosconi, pedalò, tavole a vela e natanti a vela con superficie velica non superiore a 4 metri quadrati: entro 1 miglio dalla costa;

b) acquascooter o moto d'acqua e mezzi similari: decide la Capitaneria di Porto, l'Ufficio Circondariale Marittimo o l'Autorità della navigazione interna competente per territorio, con apposite ordinanze (come ad esempio l'Ordinanza di sicurezza balneare la quale prevede, per la conduzione degli acquascooter o moto d'acqua e mezzi similari, la maggiore età e la patente nautica);

c) natanti omologati per la navigazione senza alcun limite o riconosciuti idonei da un organismo tecnico autorizzato o notificato: entro 12 miglia dalla costa (durante la navigazione deve essere tenuta a bordo copia del certificato di omologazione, con la relativa dichiarazione di conformità, oppure l'attestazione di idoneità dell'organismo tecnico autorizzato o notificato);

d) tutti gli altri natanti non marcati CE: entro 6 miglia dalla costa.
I natanti da diporto possono essere usati per locazione o noleggio per finalità ricreative o per usi turistici di carattere locale. La Capitaneria di Porto competente per territorio stabilisce quale patente nautica o titolo professionale siano necessari nel noleggio per fare da padrone marittimo.

## Galleria d'immagini

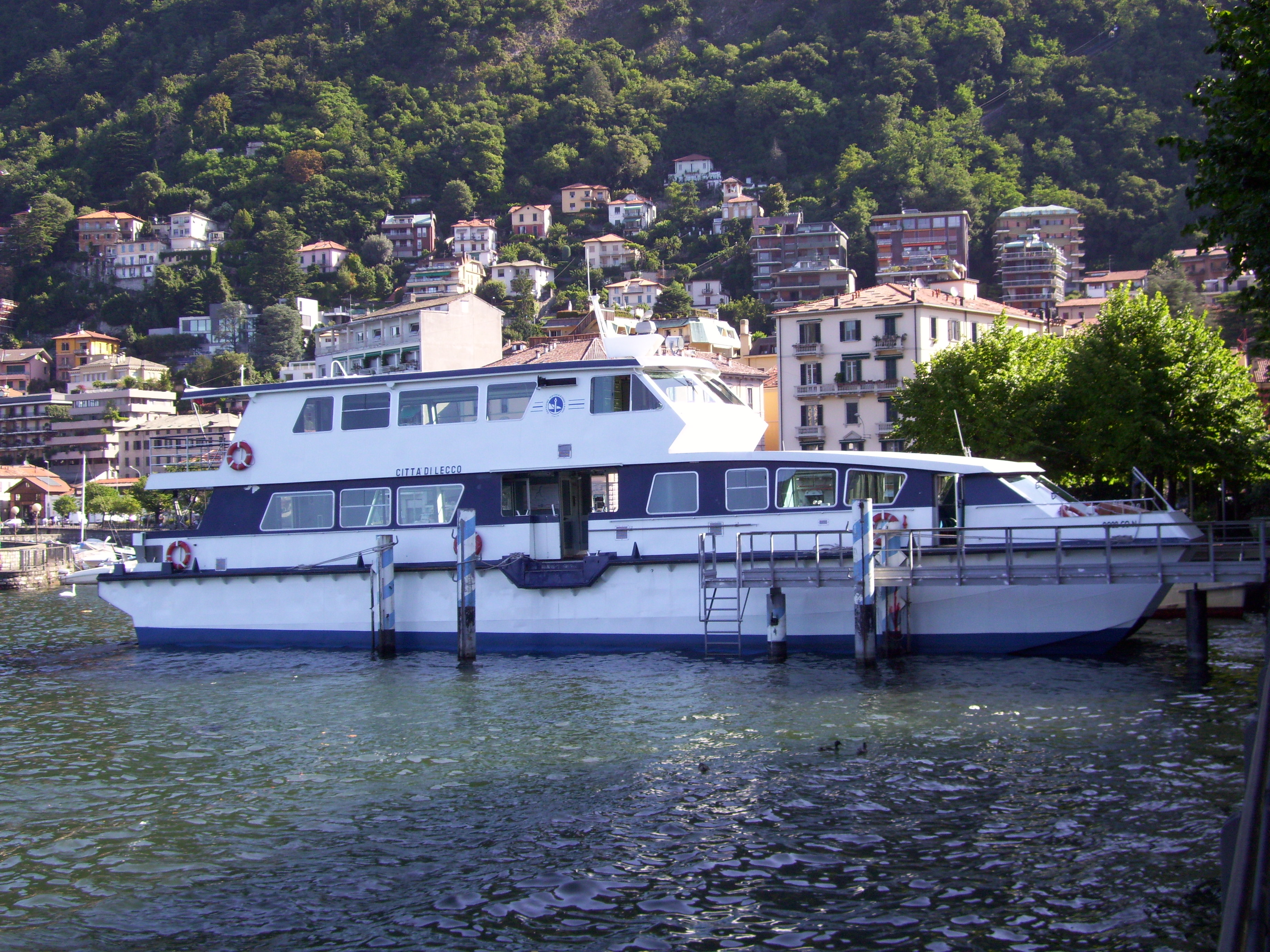
Catamarano
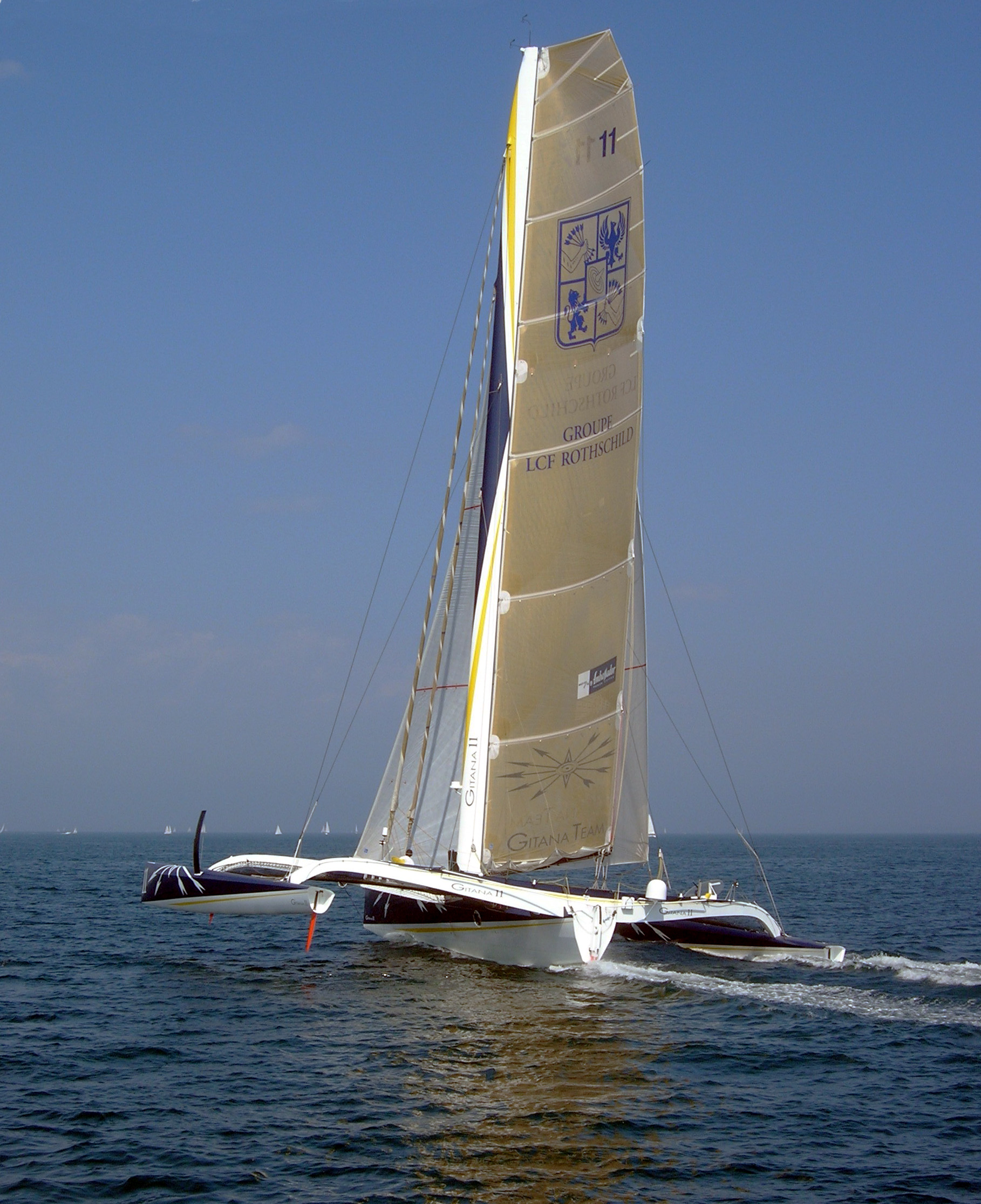
Trimarano
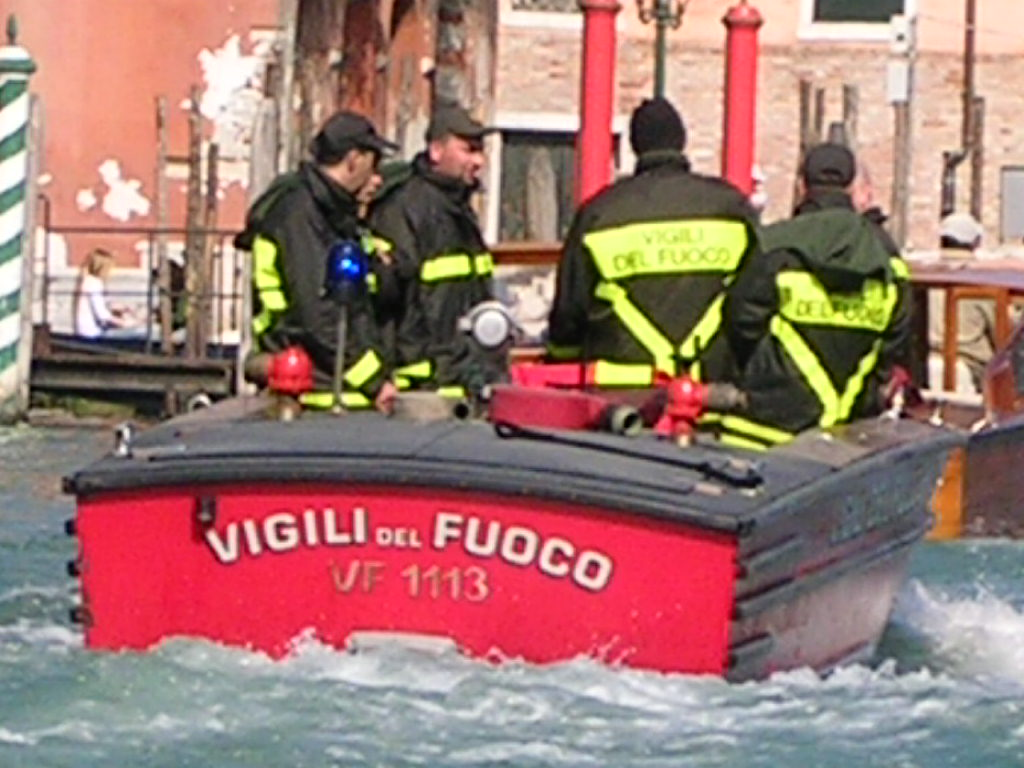
Motoscafo
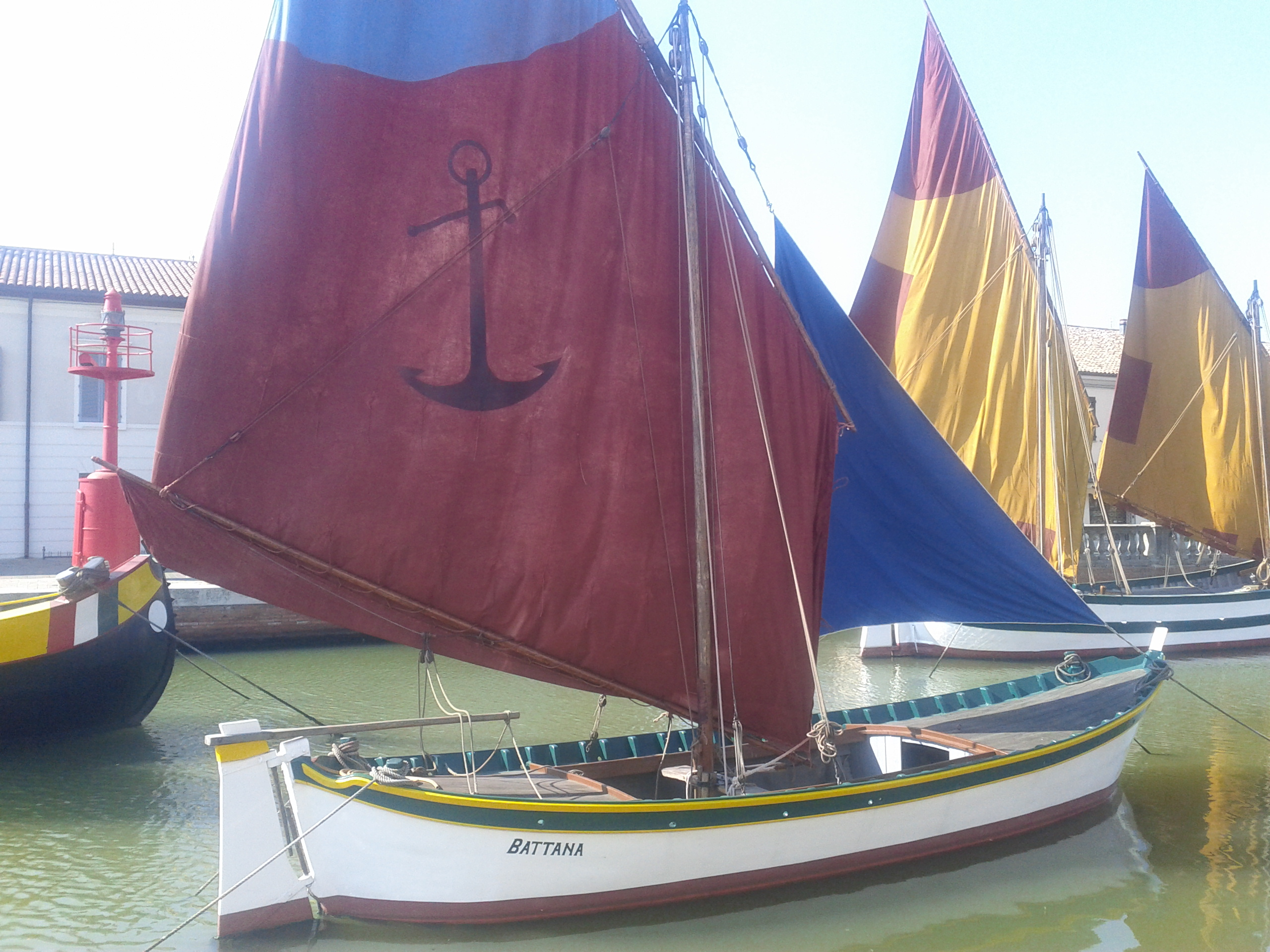
Battana
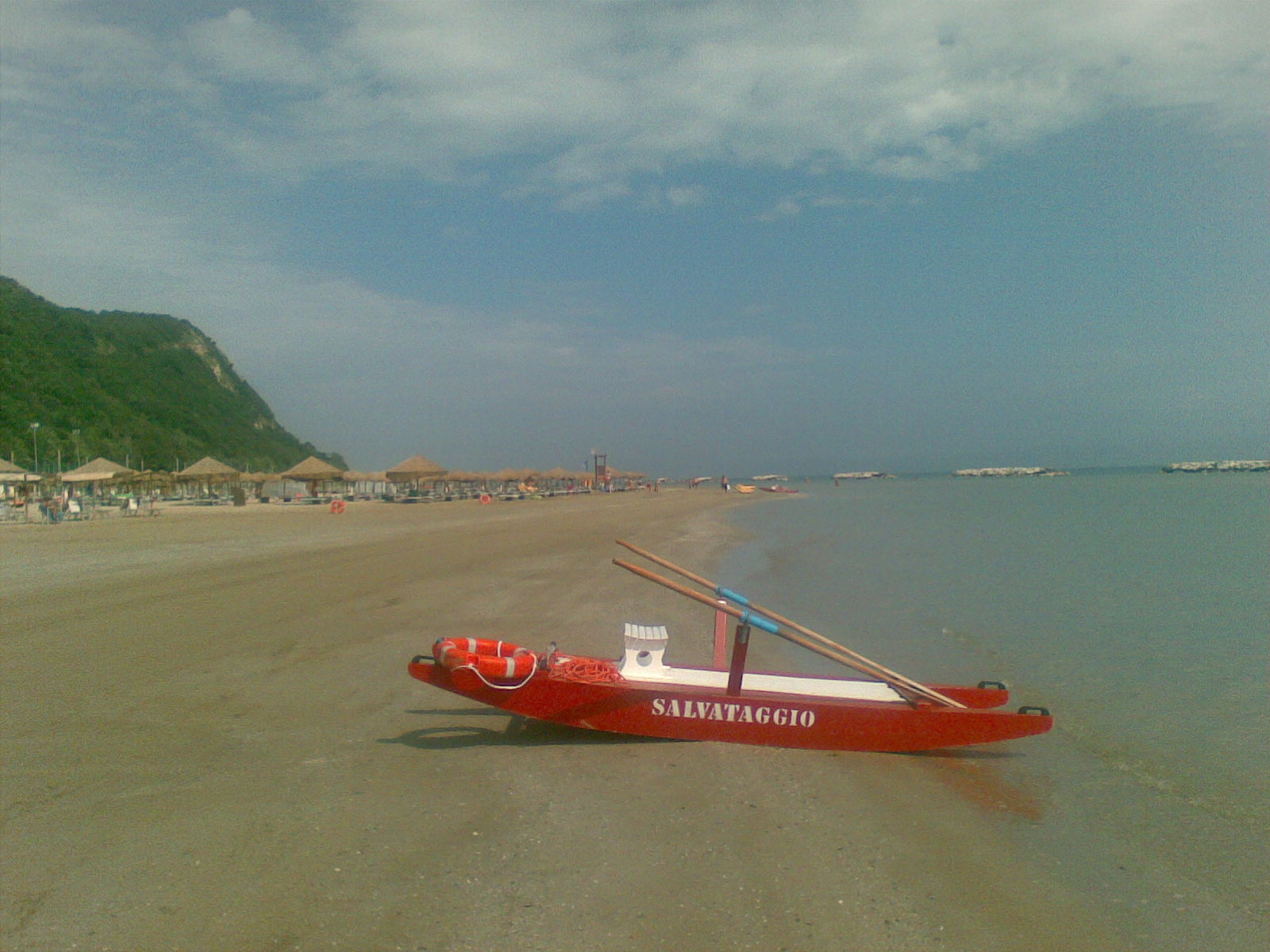
Pattino
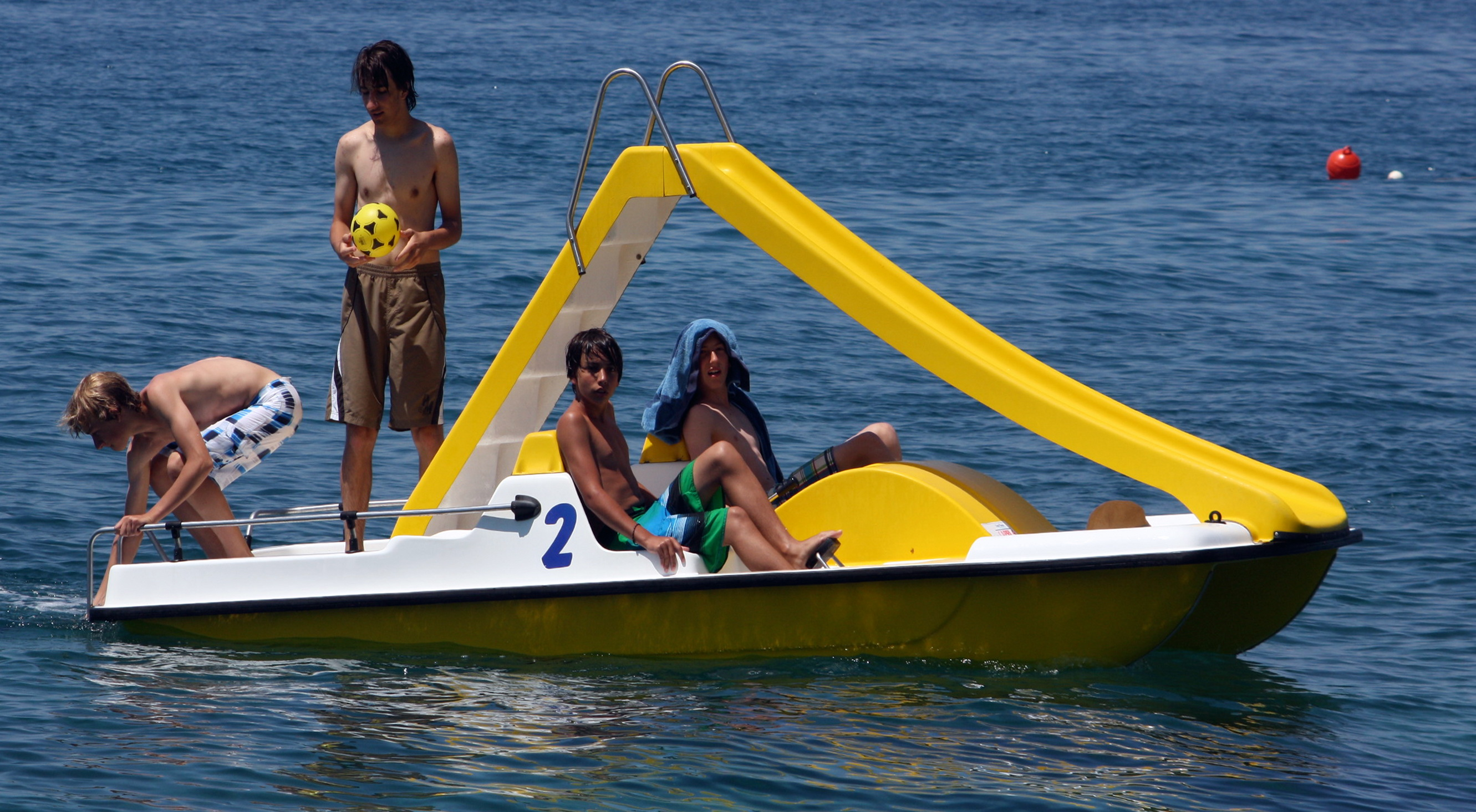
Pedalò